# Si la semilla no muere
Si la semilla no muere (Si le grain ne meurt, título original francés) es la autobiografía del escritor francés André Gide. Fue publicada en el año 1924, y en ella narra su vida desde su infancia en París hasta su noviazgo con su prima Madeleine Rondeaux (que en la obra es llamada Emmanuèle) en 1895.
El libro se compone de dos partes. En la primera de ellas, el autor cuenta sus recuerdos de infancia: familia, su amistad con Pierre Louÿs, sus primeros sentimientos de amor hacia su prima, sus primeros intentos de escritura.
En la segunda parte, la cual es mucho más corta, explica el descubrimiento de su homosexualidad durante su viaje a Argelia (país en el que conoció a Oscar Wilde). También habla sobre la pederastia, hecho que escandalizó bastante al público de la época. Más tarde, Gide publicaría otra obra autobiografía en la que expone su fracaso matrimonial con su prima. Fue escrita en 1938, poco después de la muerte de ella; y publicada en 1951 con el título de Et nunc manet in te.

## El título
Si le grain ne meurt hace alusión a un versículo del Evangelio de Juan.

## Contenido

### Primera parte
Capítulo I:
- Sus primeros años de infancia en París.
- Relación con su padre.
- La familia de su madre Juliette Rondeaux en Ruan.
- Retrato de Anna Shackleton.

Capítulo II:
- La familia de su padre en Uzès y retrato de su abuela.
- Religión y espiritualidad.
- Formación de sus primeras fantasías sexuales.
- Difícil acogida en la Ecole alsacienne.

Capítulo III:
- Expulsión de l'Ecole alsacienne por "malas costumbres".
- La propiedad de los Rondeaux en La Roque.
- El placer de pescar.
- Relación con su primo Albert Démarest.
- Carnaval y baile de máscaras.
- Muerte del padre.

Capítulo IV:
- Las primas de Ruan.
- Salida hacia Montpellier. Reencuentro con su tío Charles Gide.
- Universidad.
- Inicio de las enfermedades nerviosas.

Capítulo V:
- Adulterio de su tía y primeros sentimientos hacia su prima Emmanuèle (en realidad, Madeleine Rondeaux).
- Muerte de su primo Emile Widmer y el sentimiento de creer que no es igual al resto.
- Estancia en casa de M. Richard (en realidad, M. Bauer).

Capítulo VI:
- Decoración del salón del apartamento familiar.
- Formación cultural y musical: lecciones de piano, teatro, descubrimiento de la literatura.
- Amistad con Armand Bavretel y Lionel en La Roque.
- Descubrimiento de la pobreza.

Capítulo VII:
- Sentimiento de ser "elegido".
- Discusiones sobre la educación de los hijos.
- Miedo hacia las prostitutas.
- La biblioteca paternal: placer de la lectura.

Capítulo VIII:
- La pensión Keller.
- Amor hacia Emmanuèlle.
- Iniciación religiosa y dudas relativas a la fe.
- Vuelta a l'Ecole alsacienne y después al liceo Henri-IV.
- Amistad con Pierre Louÿs.
- Primeros intentos de escritura.

Capítulo IX:
- Relaciones extramatrimoniales e hijo natural de su primo Albert.
- Pintura (Albert) y piano (Gide).
- Encuentro fortuito con el pintor Gauguin.
- Inicios de escritura.

Capítulo X:
- El arte y la música como influencias en la literatura.
- Frecuentación de salones literarios, entre ellos el del poeta Mallarmé.
- Corrientes literarias contemporáneas.
- Fin de la infancia sombría.
- Problemática de la verdad de Memorias.

### Segunda parte
Capítulo I:
- Primer viaje a Argelia.
- Descubrimiento de su homosexualidad.
- Separación del amor y el placer.
- Enfermedad: tuberculosis.
- Pederastia.
- Exotismo.

Capítulo II:
- Encuentro con Oscar Wilde.
- Homosexualidad: descubrimiento definitivo de la misma en Argel.
- Fin de la amistad con Pierre Louÿs.
- Muerte de la madre: sentimiento de liberación.
- Noviazgo con Emmanuèle.

- Datos: Q2004486